# Salud en el Perú
La salud en el Perú se fundamenta en la Constitución Política del Perú, que reconoce y garantiza el derecho a la salud y al libre acceso a prestaciones a cargo de entidades públicas, privadas o mixtas.
Según la OMS en 2000, su desempeño en ese sistema se encuentra en el puesto 129 de los 191 evaluados.

## Historia
Durante el virreinato del Perú, la Corona española intentó regular el servicio de salud en estos hospitales y en la comunidad. El Protomedicato se instauró en Perú en 1570 para que la Corona estuviera al tanto de la red de salud instalada oficialmente en 1530. La Corona dictó varias regulaciones para la prestación de servicios de salud hasta la independencia del país, cuando el sistema sanitario entró en una etapa de inestabilidad.
El primer seguro de salud, el Servicio de Salud de la Policía, databa de 1924 y cubría exclusivamente a las fuerzas armadas. En 1936, el Gobierno de Perú creó la Seguridad Social de los Trabajadores Nacionales, que fue el primer intento de cobertura sanitaria nacional.
El Sistema Nacional de Servicios de Salud (SNSS) se promulgó por Decreto Ley 22365 en 1989, así como su Régimen  de  Prestaciones de Salud del Seguro Social por Decreto Ley 22482. En su momento fue una de las reformas más significativas en la historia del país. Ese no duró mucho y se buscaron nuevas iniciativas para potenciar ese sistema.
Con la reforma neoliberal en el país, se instalaron centros de salud locales para tener cierta autonomía en todo el territorio, aunque con intereses del sector privado. En la década de 1990, se puso en marcha el sistema a cargo del Ministerio de Salud. Posteriormente, sin embargo, este sistema perdió el control de esta parte del Ejecutivo y pasó a manos de los gobiernos regionales y locales. El resultado fue ofrecer tarifas más bajas y mayor cantidad de exoneraciones para operar económicamente, pero su eficiencia dependió del personal que operaba en cada centro.
La modernización de los centros de salud generó críticas por su deficiente desempeño (el presupuesto de 1993 en ese sector fijó en el 3 % del PBI), La República señaló como ejemplo al Hospital María Auxiliadora por tener una infraestructura precaria para atender a dos millones de habitantes en el sur de Lima.
En 1996 Alberto Fujimori puso en marcha, frente al rechazo de los congresistas opositores, la privatización de las prestaciones de salud en el país.
En 2009, se promulgó la Ley 29344, que establece el Aseguramiento Universal en Salud. Con esta norma se extiende el acceso a los servicios a toda la población, incluyendo la prevención de enfermedades y su tratamiento, con la participación de organizaciones públicas y privadas.
En 2019 se estableció la ley para abastecer obligatoriamente el uso de medicamentos genéricos en farmacias y boticas registradas como pequeñas empresas. En 2024 se estableció el mínimo del 30 % del abastecimiento.

## Regulación jurídica
Según la Constitución Política del Perú (1993): 

Artículo 7. Derecho a la salud. Protección al discapacitado. Todos tienen derecho a la protección de su salud, la del medio familiar y la de la comunidad así como el deber de contribuir a su promoción y defensa. La persona incapacitada para velar por sí misma a causa de una deficiencia física o mental tiene derecho al respeto de su dignidad y a un régimen legal de protección, atención, readaptación y seguridad.

Artículo 9. Política Nacional de Salud. El Estado determina la política nacional de salud. El Poder Ejecutivo norma y supervisa su aplicación. Es responsable de diseñarla y conducirla en forma plural y descentralizadora para facilitar a todos el acceso equitativo a los servicios de salud.

Artículo 11. Libre acceso a las prestaciones de salud y pensiones. El Estado garantiza el libre acceso a prestaciones de salud y a pensiones, a través de entidades públicas, privadas o mixtas. Supervisa asimismo su eficaz funcionamiento. La ley establece la entidad del Gobierno Nacional que administra los regímenes de pensiones a cargo del Estado.

## Determinantes sociales de la salud en el Perú
En el 2016, la población económicamente activa desempleada en el Perú fue de 706 000 personas aproximadamente (tasa de desempleo de aproximadamente 4.4%). Asimismo, en el 2017, el índice de desigualdad peruano en la distribución de los ingresos (Gini index) ascendió a 0.43. Este valor indica que uno de los problemas principales del Perú es su desigual distribución de ingresos. Cabe resaltar que América Latina es una de las regiones más desiguales del mundo y solo Uruguay (0.397), El Salvador (0.400) y Argentina (0.424) tienen mejores índices de Gini que Perú. En el 2017, la pobreza era de 21.7%, mientras que la pobreza extrema alcanzó 3.8%. Entre 2010 y 2015, el acceso a instalaciones de agua potable mejoradas ha aumentado de 84.6% a 86.7%. El porcentaje de la población con servicios sanitarios básicos ha aumentado de 63% a 77% entre 1990 y el 2015 (a nivel mundial, en el mismo periodo, hubo un aumento de 58% a 68%).

## Condiciones de salud en el Perú
Según la INEI, la mortalidad entre el 2010-2015 fue de 6.0 por cada mil habitantes. Los principales casos de mortalidad en el Perú son la neumonía, las enfermedades cerebrovasculares (derrames cerebrales), la diabetes mellitus, los infartos y la cirrosis. Asimismo, los accidentes de tránsito son la séptima causa de muerte.

### Mortalidad infantil
La tasa de mortalidad infantil, disminuyó de 57 por mil nacidos vivos (NV), en 1990, a 12 por mil NV, en 2016, una mejor tasa que el promedio de la Región América (15 por mil NV) y del mundo (31 por mil NV). La mortalidad neonatal, pasó de 27,6 a 8 muertes por mil NV para este mismo período. La mortalidad en menores de cinco años pasó de 80 muertes por mil NV, en 1990, a 15 por mil NV, en 2016, esta tasa también se encuentra por debajo del promedio en la Región América (18 por mil NV) y del mundo (41 por mil NV).
El Perú muestra un avance sustancial en la reducción de la mortalidad infantil, la mortalidad en menores de cinco años se redujo de manera importante, lo que permitió alcanzar la meta establecida en los Objetivos de Desarrollo del Milenio (ODM) cinco años antes de plazo señalado.

### Mortalidad materna
La mortalidad materna es inaceptablemente alta. Cada día mueren en todo el mundo unas 830 mujeres por complicaciones relacionadas con el embarazo o el parto. En 2015 se estimaron unas 303 000 muertes de mujeres durante el embarazo y el parto o después de ellos. Prácticamente todas estas muertes se producen en países de ingresos bajos y la mayoría de ellas podrían haberse evitado.
Desde 1990 el Perú ha reducido su mortalidad materna de 251 a 68 muertes por 100 mil nacidos vivos (NV) en el 2015. Sin embargo, esta razón no alcanza la cifra lograda en América Latina (67 muertes por 100 mil NV). Entre 1990 y 2015, la RMM mundial (es decir, el número de muertes maternas por 100 000 nacidos vivos) solo se redujo en un 2,3% al año llegando a 216 muertes por 100 mil NV en el 2015.

### Principales causas de muerte

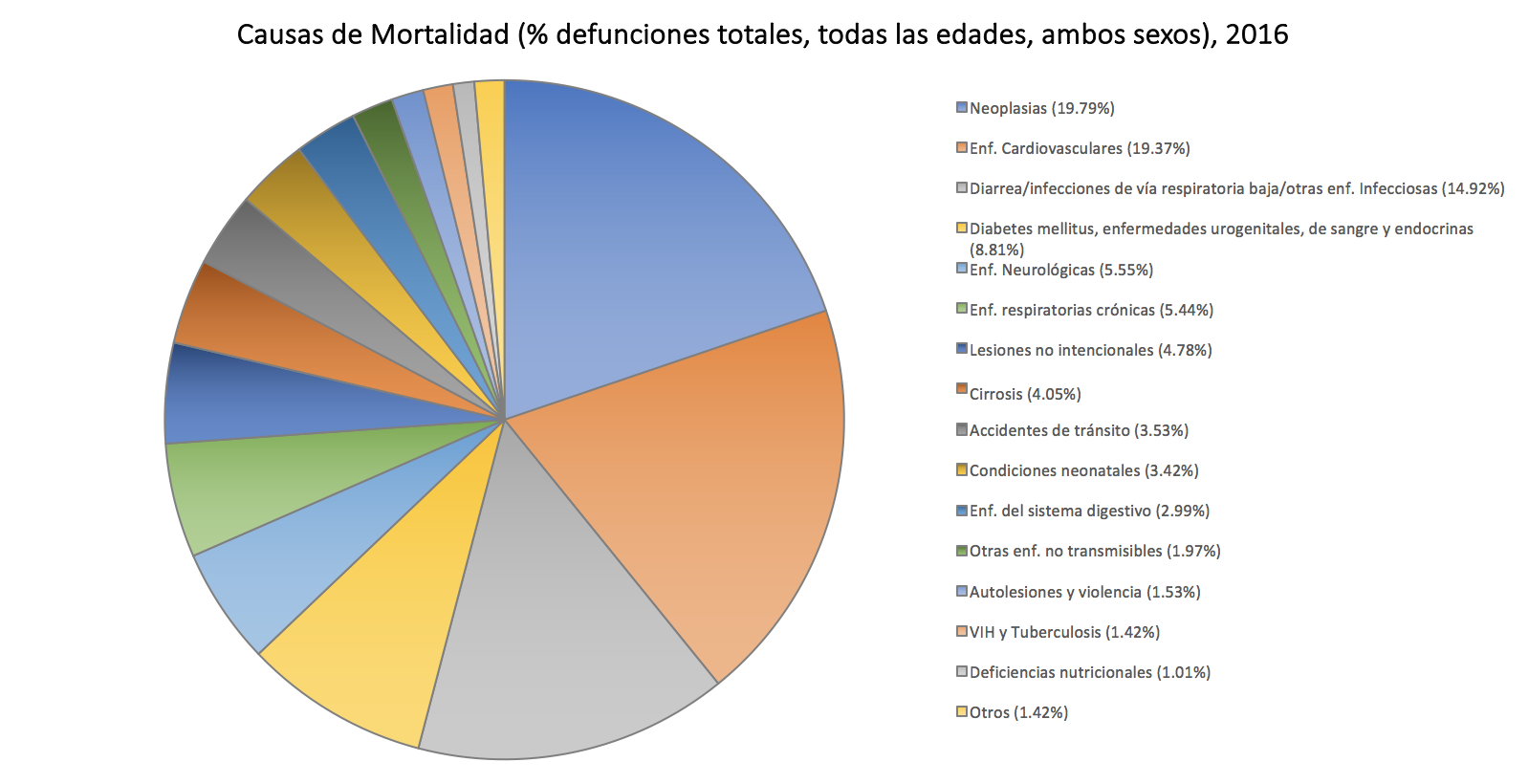

### Años de vida saludable perdidos (Avisa)
| Años de vida saludables perdidos según causas en el Perú 2016        | Porcentaje |
| -------------------------------------------------------------------- | ---------- |
| Otras enfermedades no transmisibles                                  | 13.71      |
| Enfermedades mentales y uso de sustancias                            | 11.85      |
| Diarrea, infecciones de vía respiratoria baja                        | 9.31       |
| Neoplasias                                                           | 9.15       |
| Enfermedades musculoesqueléticas                                     | 7.89       |
| Enfermedad cardiovascular                                            | 7.89       |
| Condiciones neonatales                                               | 6.96       |
| Lesiones no intencionales                                            | 6.73       |
| Diabetes mellitus, enfermedades urogenitales, de sangre y endocrinas | 6.15       |
| Enfermedades neurológicas                                            | 5.92       |
| Accidentes de tránsito                                               | 3.51       |
| Enfermedades respiratorias crónicas                                  | 3.11       |
| Deficiencias nutricionales                                           | 2.20       |

### Tuberculosis
En el Perú, la tuberculosis afecta a 33.000 personas y mata a 4.000 cada año. El Perú ocupa el primer lugar en América Latina en el número de casos de tuberculosis multidrogorresistente (MDR) y extremadamente resistente (XDR). En el 2016 se registraron 1 457 casos de MDR y  88 casos de XDR.
Aunque con los años el número de muertes por tuberculosis en el Perú se han reducido y la detección y el acceso al tratamiento han mejorado, la tuberculosis en el país está lejos de ser superado.

### Salud mental

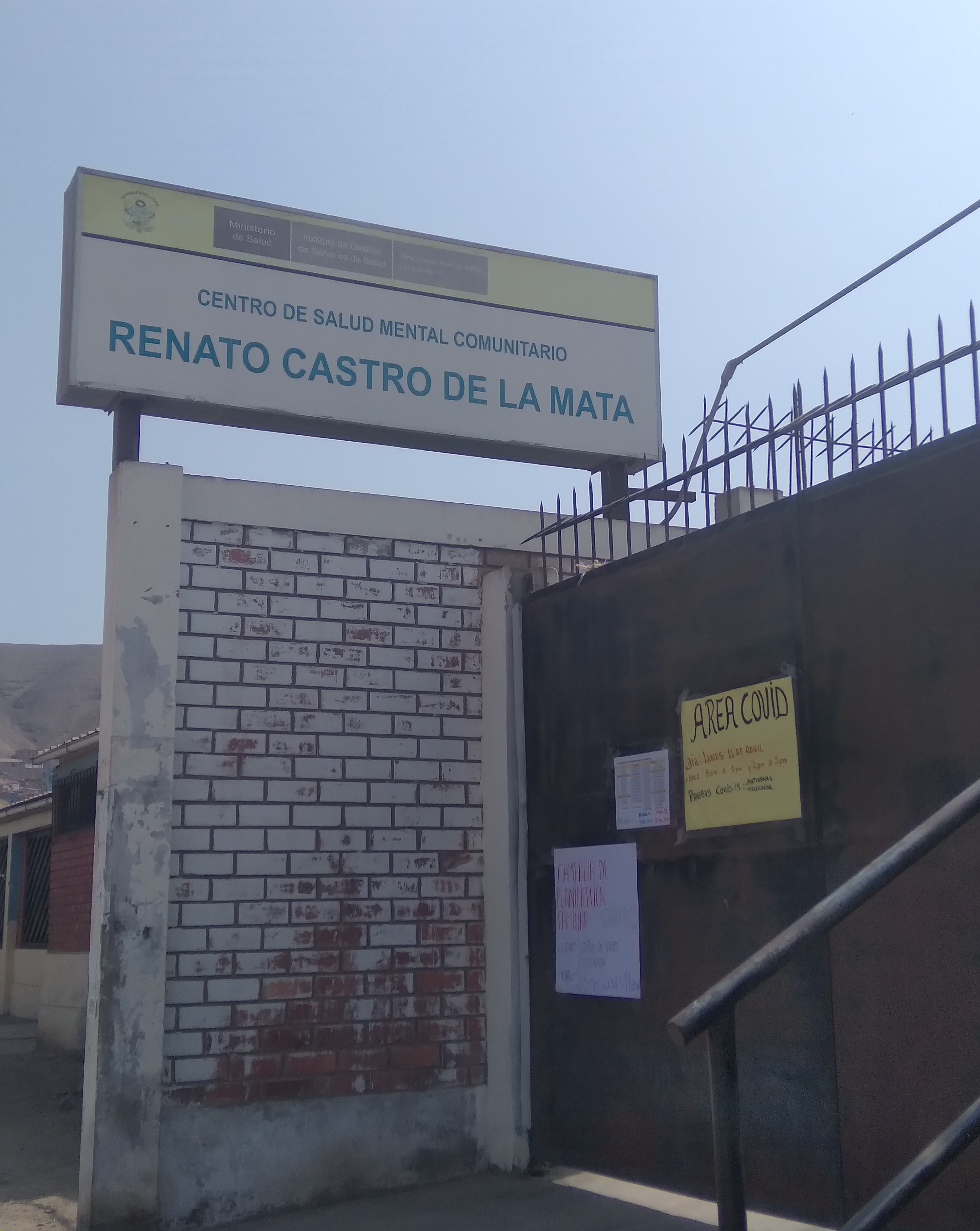
Centro de Salud Mental Comunitario en Lima.

La salud mental no fue una de las proridades durante la reforma neoliberal en el país debido a la ausencia de inversión en ese sector.
Según una encuesta de la consultora Voices y la Worldwide Independent Network of Market Research and Opinion Poll a 39 países, Perú está entre los más propensos al estrés. En los primeros nueve meses del 2023 se reportaron casi un millón y tercio de casos, entre los más frecuentes son la ansiedad y depresión.
El Ministerio de Salud atendió más de 280 mil casos de depresión durante el 2023. Mientras que de la primera mitad de 2024, más de 182 mil personas han sido diagnosticadas con ansiedad.
La directora de Salud Mental indicó que en el año 2023, el total de atenciones sumó 1 millón 844 mil 531 casos. Entre enero y junio de 2024 atendieron 900 mil 218 casos de trastornos mentales y problemas psicosociales en los establecimientos del Ministerio de Salud. Las estadísticas prevalencia los trastornos de ansiedad y la depresión. Asimismo, entre los casos que fueron atendidos figuran los trastornos emocionales en niños y adolescentes, el síndrome del maltrato, el estrés agudo y postraumático. El Ministerio de Salud cuenta con 277 centros de salud mental comunitaria en el país y un canal de ayuda gratuita por vía telefónica.

### Enfermedades raras
En 2023, el Ministerio de Salud registó 548 enfermedades clasificadas de huérfanas o raras.

## Sistema de salud
El Sistema de Salud del Perú comprende a los públicos y privados:

### Público
- Ministerio de Salud del Perú (MINSA)
- EsSalud
- Sanidad de las Fuerzas Armadas
- Sanidad de la Policía Nacional del Perú
- Municipios

### Privado
- Entidades prestadoras de salud (EPS)
- Aseguradoras privadas, clínicas y organizaciones de la sociedad civil (OSC)

## Organización
- Primer Nivel de Atención
  -     - Categoría I – 1
    - Categoría I – 2
    - Categoría I – 3
    - Categoría I – 4
- Segundo Nivel de Atención
  - Establecimientos de salud de Atención General
    - Categoría II – 1
    - Categoría II – 2
- Establecimientos de Salud de Atención Especializada
  -     - Categoría II – E
- Tercer Nivel de Atención
  - Establecimiento de salud de Atención General
    - Categoría III – 1

  - Establecimiento de salud de Atención Especializada
    - Categoría III-E
    - Categoría III-2

## Otros aspectos

### Gasto en salud
En 2015, Perú gastó alrededor del 5.26% del PIB en salud y alrededor de 323 US$ pér cápita. En 2011, 64.5 % de la población contaban con seguro de salud, este porcentaje subió a 72.9 % en 2015. El incremento en la cobertura de aseguramiento se observó en la mayoría de las regiones, pero especialmente en aquellas con mayores índices de pobreza.
| País | 2009 | 2010 | 2011 | 2012 | 2013 | 2014 | 2015 |
| ---- | ---- | ---- | ---- | ---- | ---- | ---- | ---- |
| Perú | 207  | 239  | 264  | 303  | 319  | 332  | 323  |

### Infraestructura y equipamiento
El déficit hospitalario equivale a 1.5 camas por cada 1,000 habitantes en el Perú. En el 2019, el Perú contaba con 51 781 camas que equivale a 15.9 camas por cada 1,000 habitantes.
El déficit en Essalud es de 2 mil camas para atenciones en Lima y el Callao.
En el 2020 se informó que el país cuenta con una cifra de 1.800 camas UCI.
En 2022 El Comercio registró 8577 de las 8783 postas y centros de salud, que constituyen el primer nivel de atención del país, en malas condiciones. En cambio, de los 247 hospitales, calificados dentro del segundo y del tercer nivel de atención, solo seis están óptimamente operativos.

### Personal de salud
En 2023 el Colegio Médico del Perú afirmó que existe 12 a 14 médicos por cada 100 mil habitantes.
Para ejercer como médico en el sector público, es necesario haber trabajado en el Servicio Rural y Urbano Marginal de Salud (Serums). Promulgado en 1997, el Serums busca que los profesionales desarrollen en sectores marginales del país. Sin embargo, entre 2010 y 2018, casi 40 000 médicos laboraron en el Serums sin percibir remuneración alguna y sujetándose a los riesgos y pobres condiciones que ello implica. Se han propuesto alternativas para reemplazar el servicio, como el Proyecto Servicio de Medicina y Salud Comunitaria, con el fin de mejorar la calidad del personal sanitario sin hacerlo obligatorio.

### Atención médica
A pesar de los ofrecimientos de atención universal, en 2023, el Banco Mundial indicó, basándose en la encuesta realizada por la Encuesta Nacional de Hogares, que 7 de cada 10 personas que necesitan atención médica en ese país no la reciben.
En 2024, la Superintendencia Nacional de Salud (SuSalud) registró más de 50 000 denuncias de pacientes que alegaron vulneraciones de sus derechos en establecimientos de salud estatales. La mala atención en los centros motivó que las personas acudieran a farmacias y boticas como primer lugar de atención. Según un estudio de ComexPerú, el 46 % de los encuestados prefiere estos lugares, principalmente debido a la larga espera para obtener una cita médica.

### Control de medicamentos
La Dirección General de Medicamentos, Insumos y Drogas (Digemid) es el encargado del control de la entrega de insumos por parte de farmacias y boticas, tanto de venta libre como de venta bajo receta. Para el caso de este último, debe contar con datos mínimos del prescriptor, paciente y medicamentos.
El Instituto Nacional de Defensa de la Competencia y de la Protección de la Propiedad Intelectual se encarga de garantizar las buenas prácticas farmacéuticas. En 2016, Indecopi señaló que InRetail, sucursal de Intercorp y dueña de la marca Inkafarma, había concentrado los precios. Posteriormente, la Dirección Nacional de Investigación y Promoción de la Libre Competencia detectó que, en 2024, quince farmacéuticas fueron investigadas por casos de colusión en la compra de medicamentos entre 2006 y 2020 por un valor de 6 mil millones de soles. Entre las investigadas también se encontraba Medifarma, que entre 2024 y marzo de 2025 ocupó el 47 % del total de frascos de suero fisiológico adquiridos por el sistema de salud y seguridad social del Estado y el 70 % de la producción de suero a nivel nacional. El ministro de Salud del gobierno de Dina Boluarte, César Vásquez, señaló que el caso había sido «archivado» por el Ministerio Público.
En 2025, al menos cinco pacientes murieron por el uso de un lote de suero fisiológico defectuoso de Medifarma. Se trataba del lote 2123624 y contenía un exceso de sodio en la solución. Se vendieron 12 000 sueros a clínicas privadas, de los cuales se retiraron 8000 al revelarse el caso. Posteriormente, se clausuraron las instalaciones de Medifarma al detectarse fallos en la producción adecuada de sodio y se retiró el registro sanitario para impedir la comercialización del producto. El Ministerio de Salud anunció acciones legales contra la empresa Medifarma.
La Digemid entró en una crisis de credibilidad al saberse que 35 medicamentos que habían pasado al mercado no habían sido analizados. Además, reconoció que hubo errores de supervisión del suero defectuoso de 2025. Como resultado, el Ministerio de Salud destituyó al director del organismo y anunció que lo reestructurará para que sea una institución autónoma técnica, financiera y administrativamente. Días después, el Congreso aprobó una ley que facilitaría la entrada al país de medicamentos y productos biológicos ya registrados en países con una alta vigilancia sanitaria, lo que relegó el control de Digemid.